# 8883 Miyazakihayao
8883 Miyazakihayao (1994 BS4) là một tiểu hành tinh vành đai chính được phát hiện ngày 16 tháng 1 năm 1994 bởi T. Kobayashi ở Oizumi.